# Bonga (Tanzania)
Bonga è una circoscrizione mista (mixed ward) della Tanzania situata nel distretto urbano di Babati, regione del Manyara. Conta una popolazione di 9 603 abitanti (censimento 2012).